# Rong Zhang
Pour les articles homonymes, voir Zhang.
Rong Zhang est une physicienne sino-américaine et climatologue à la National Oceanic and Atmospheric Administration. 
Ses recherches portent sur l’impact de la circulation méridionale de renversement de l’Atlantique sur les phénomènes climatiques. Elle est élue membre de l'American Meteorological Society en 2018 et nommée conférencière commémorative Bernhard Haurwitz en 2020.

## Formation
Zhang est née en Chine. Elle fréquente l'université Tsinghua, où elle étudie l'ingénierie électronique et obtient son B.Sc. en 1995. Après avoir obtenu son diplôme, elle déménage à l'université de Boston, où elle obtient sa Maîtrise en physique en 1997. Elle s’intéresse aux carrières combinant science fondamentale et impact sociétal. Elle soutient sa thèse de Doctorat au Massachusetts Institute of Technology en 2001 et travaille depuis sur la science du climat.

## Recherche et carrière
Zhang rejoint l'université de Princeton en tant que chercheuse postdoctorale dans le programme de sciences atmosphériques et océaniques (AOS). L'AOS est un partenariat entre Princeton et le Laboratoire de dynamique des fluides géophysiques (Geophysical Fluid Dynamics Laboratory, GFDL). Elle étudie le rôle de la Circulation méridienne de retournement atlantique (AMOC) sur la variabilité multidécennale de l'Atlantique. Elle déclare que cette variabilité pourrait ralentir le rythme de la fonte des glaces marines en été dans l'Arctique. 
Zhang montre que la mer du golfe du Maine s'est réchauffée plus rapidement que 99 % de l'océan mondial, ce qui entraîne des changements dans la répartition et la composition des espèces. Ses modèles climatiques, qui utilisent une grille océanique de taille 10 km, ont une résolution dix fois supérieure à celles développées par le Groupe d'experts intergouvernemental sur l'évolution du climat. Elle montre que le réchauffement dans l’Atlantique Nord-Ouest augmente la salinité en raison d’un changement dans la répartition des masses d’eau (le courant du Labrador recule et le Gulf Stream se déplace vers le nord). 
En 2018, Zhang est élue Fellow de la Société météorologique américaine. Elle est nommée conférencière commémorative Bernhard Haurwitz en 2020.

## Publications (sélection)
- (en) Thomas L. Delworth, Anthony J. Broccoli, Anthony Rosati, Ronald J. Stouffer, V. Balaji, John A. Beesley, William F. Cooke, Keith W. Dixon, John Dunne, K. A. Dunne, Jeffrey W. Durachta, Kirsten L. Findell, Paul Ginoux, Anand Gnanadesikan, C. T. Gordon, Stephen M. Griffies, Rich Gudgel, Matthew J. Harrison, Isaac M. Held, Richard S. Hemler, Larry W. Horowitz, Stephen A. Klein, Thomas R. Knutson, Paul J. Kushner, Amy R. Langenhorst, Hyun-Chul Lee, Shian-Jiann Lin, Jian Lu, Sergey L. Malyshev, P. C. D. Milly, V. Ramaswamy, Joellen Russell, M. Daniel Schwarzkopf, Elena Shevliakova, Joseph J. Sirutis, Michael J. Spelman, William F. Stern, Michael Winton, Andrew T. Wittenberg, Bruce Wyman, Fanrong Zeng et Rong Zhang, « GFDL's CM2 Global Coupled Climate Models. Part I: Formulation and Simulation Characteristics », Journal of Climate, États-Unis, Société américaine de météorologie, vol. 19, no 5,‎ mars 2006, p. 643-674 (ISSN 0894-8755 et 1520-0442, DOI 10.1175/JCLI3629.1).
- (en) Hai Cheng, R Lawrence Edwards, Wallace S Broecker, George H Denton, Xinggong Kong, Yongjin Wang, Rong Zhang et Xianfeng Wang, « Ice age terminations », Science, Amérique septentrionale, AAAS, vol. 326, no 5950,‎ 1er octobre 2009, p. 248-252 (ISSN 0036-8075 et 1095-9203, OCLC 1644869, PMID 19815769, DOI 10.1126/SCIENCE.1177840).
- (en) Rong Zhang et Thomas L. Delworth, « Impact of Atlantic multidecadal oscillations on India/Sahel rainfall and Atlantic hurricanes », Geophysical Research Letters, AGU, vol. 33, no 17,‎ 2006 (ISSN 0094-8276 et 1944-8007, OCLC 1795290, DOI 10.1029/2006GL026267).